# Mikel Erentxun
Mikel Erentxun (nascido em Caracas, Venezuela, 23 de Fevereiro de 1965) é um cantor espanhol. Iniciou-se a cantar no grupo Duncan Dhu, tendo depois começado uma carreira a solo em 1992.  Mikel lançou seis álbuns como artista solo, algumas sucessos bem populares como a música Mañana e gravou uma versão da canção dos "The Smiths", "There Is A Light That Never Goes Out", traduzida como "Esta luz nunca se apagará", tendo igualmente criado uma versão de "Everyday Is Like Sunday" (original de Morrissey), traduzida como "Todo es Igual Siempre". Colaborou ao longo da sua carreira com Mark Gardener, Robert Quine, Pete Thomas, Lloyd Cole, Matthew Sweet e Fred Maher.

## Discografia
- Naufragios - 1992
- El Abrazo del Erizo - 1995
- Acróbatas - 1998
- 7 Años (Sólo Estados Unidos) - 2000
- Te Dejas Ver - 2000
- Ciudades de Paso - 2003
- Éxitos - 2004
- El Corredor de La Suerte - 2006
- Tres Noches en el Victoria Eugenia - 2008
- Detalle Del Miedo - 2010